# Eydoche
Eydoche est une commune française située dans le département de l'Isère en région Auvergne-Rhône-Alpes.
Ses habitants sont dénommés les Eydochois.

## Géographie

### Situation et description
Eydoche est  une commune française située dans le département de l'Isère et la région Auvergne-Rhône-Alpes.
La commune de Eydoche appartient à la région du Viennois dans le Nord-Isère et au canton du Grand-Lemps. Elle est comprise dans la région naturelle des Terres froides, au pied des bois de Gourand, en limite de plaine du Liers. D'une superficie de 558 hectares, pour 495 habitants (les Eydochois), le village d'Eydoche comprend des unités paysagères distinctes étroitement liées au relief du territoire (plaine agricole, boisements, hameaux, voiries…).

### Communes limitrophes
| Flachères | Saint-Didier-de-Bizonnes |             |
| Champier  | Eydoche                  | Bizonnes    |
|           | Mottier                  | Longechenal |

### Géologie
Le caractère géologique commun à la région des Terres froides est un sous-sol composé de molasse marine (pierre de grès tendre, mêlé d'argile et de quartz) datant de l'ère tertiaire recouvert par des alluvions, fluvio-glaciaires, déposés à l'ère quaternaire par la fonte des glaces.
Le terme de terres froides est à opposer à celui de terres chaudes au sens où l'entendait Olivier de Serres, c'est-à-dire de terres productives. La plaine de Bièvre, situé au sud-ouest du territoire communal s'abaisse graduellement d'est en ouest.

### Climat
Pour des articles plus généraux, voir Climat d'Auvergne-Rhône-Alpes et Climat de l'Isère.
En 2010, le climat de la commune est de type climat océanique altéré, selon une étude du Centre national de la recherche scientifique s'appuyant sur une série de données couvrant la période 1971-2000. En 2020, Météo-France publie une typologie des climats de la France métropolitaine dans laquelle la commune est exposée à un climat de montagne ou de marges de montagne et est dans la région climatique  Alpes du nord, caractérisée par une pluviométrie annuelle de 1 200 à 1 500 mm, irrégulièrement répartie en été. 
Pour la période 1971-2000, la température annuelle moyenne est de 10,4 °C, avec une amplitude thermique annuelle de 17,3 °C. Le cumul annuel moyen de précipitations est de 1 124 mm, avec 9,8 jours de précipitations en janvier et 7,1 jours en juillet. Pour la période 1991-2020, la température moyenne annuelle observée sur la station météorologique de Météo-France la plus proche, « Grenoble-Saint-Geoirs », sur la commune de Saint-Étienne-de-Saint-Geoirs à 12 km à vol d'oiseau, est de 11,5 °C et le cumul annuel moyen de précipitations est de 915,1 mm,. Pour l'avenir, les paramètres climatiques de la commune estimés pour 2050 selon différents scénarios d'émission de gaz à effet de serre sont consultables sur un site dédié publié par Météo-France en novembre 2022.

## Urbanisme

### Typologie
Au 1er janvier 2024, Eydoche est catégorisée commune rurale à habitat dispersé, selon la nouvelle grille communale de densité à sept niveaux définie par l'Insee en 2022.
Elle est située hors unité urbaine et hors attraction des villes,.

### Occupation des sols
L'occupation des sols de la commune, telle qu'elle ressort de la base de données européenne d’occupation biophysique des sols Corine Land Cover (CLC), est marquée par l'importance des territoires agricoles (70,3 % en 2018), en diminution par rapport à 1990 (73,4 %). La répartition détaillée en 2018 est la suivante : 
terres arables (50,1 %), forêts (19,6 %), prairies (18,2 %), zones urbanisées (10,1 %), zones agricoles hétérogènes (2 %). L'évolution de l’occupation des sols de la commune et de ses infrastructures peut être observée sur les différentes représentations cartographiques du territoire : la carte de Cassini (XVIIIe siècle), la carte d'état-major (1820-1866) et les cartes ou photos aériennes de l'IGN pour la période actuelle (1950 à aujourd'hui).

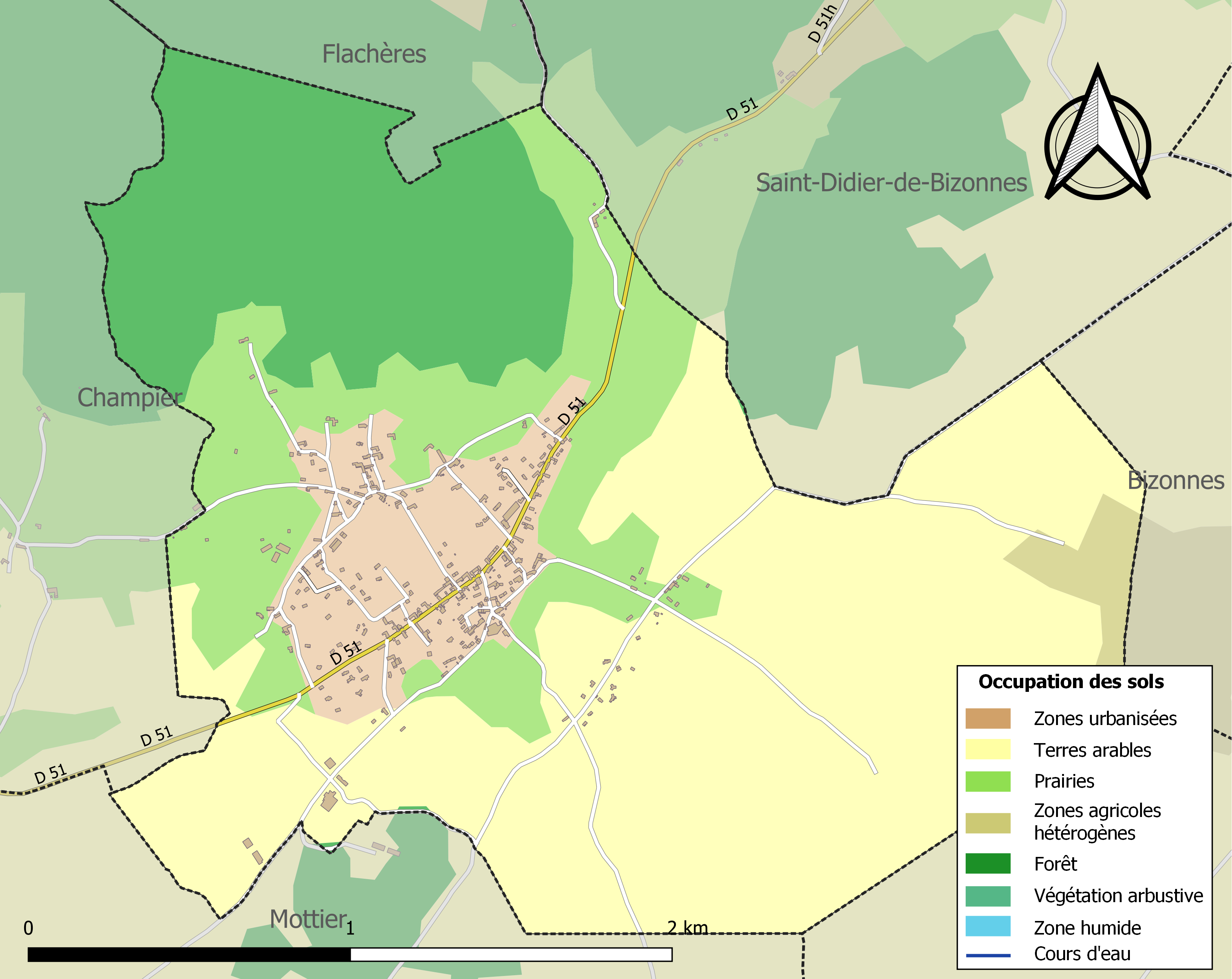
Carte des infrastructures et de l'occupation des sols de la commune en 2018 (CLC).

### Risques naturels et technologiques

#### Risques sismiques
L'ensemble du territoire de la commune d'Eydoche est situé en zone de sismicité no 3 (sur une échelle de 1 à 5), comme la plupart des communes de son secteur géographique, mais non loin de la zone no 4 qui s'étend plus à l'est vers le massif de la Chartreuse.
| Type de zone | Niveau            | Définitions (bâtiment à risque normal) |
| ------------ | ----------------- | -------------------------------------- |
| Zone 3       | Sismicité modérée | accélération = 1,1 m/s2                |

## Histoire

### Antiquité et préhistoire
Le secteur actuel de la commune de Bizonnes se situe à l'ouest du territoire antique des Allobroges, ensemble de tribus gauloises occupant l'ancienne Savoie, ainsi que la partie du Dauphiné, située au nord de la rivière Isère.

## Politique et administration

### Liste des maires
| Période                                  | Période  | Identité         | Étiquette | Qualité  |
| ---------------------------------------- | -------- | ---------------- | --------- | -------- |
| 2001                                     | 2008     | Frédéric Blain   |           |          |
| mars 2008                                | 2020     | Bernard Grollier | SE        | Retraité |
| 2020                                     | En cours | Catherine Ronco  |           |          |
| Les données manquantes sont à compléter. |          |                  |           |          |

## Population et société

### Démographie
L'évolution du nombre d'habitants est connue à travers les recensements de la population effectués dans la commune depuis 1793. Pour les communes de moins de 10 000 habitants, une enquête de recensement portant sur toute la population est réalisée tous les cinq ans, les populations de référence des années intermédiaires étant quant à elles estimées par interpolation ou extrapolation. Pour la commune, le premier recensement exhaustif entrant dans le cadre du nouveau dispositif a été réalisé en 2006.

En 2022, la commune comptait 541 habitants, en évolution de +1,88 % par rapport à 2016 (Isère : +3,07 %, France hors Mayotte : +2,11 %).
| 1793 | 1800 | 1806 | 1821 | 1831 | 1836 | 1841 | 1846 | 1851 |
| ---- | ---- | ---- | ---- | ---- | ---- | ---- | ---- | ---- |
| 534  | 560  | 675  | 671  | 719  | 739  | 868  | 740  | 750  |

| 1856 | 1861 | 1866 | 1872 | 1876 | 1881 | 1886 | 1891 | 1896 |
| ---- | ---- | ---- | ---- | ---- | ---- | ---- | ---- | ---- |
| 716  | 720  | 660  | 637  | 642  | 587  | 591  | 590  | 556  |

| 1901 | 1906 | 1911 | 1921 | 1926 | 1931 | 1936 | 1946 | 1954 |
| ---- | ---- | ---- | ---- | ---- | ---- | ---- | ---- | ---- |
| 559  | 527  | 476  | 434  | 454  | 450  | 375  | 371  | 337  |

| 1962 | 1968 | 1975 | 1982 | 1990 | 1999 | 2006 | 2011 | 2016 |
| ---- | ---- | ---- | ---- | ---- | ---- | ---- | ---- | ---- |
| 329  | 312  | 302  | 267  | 307  | 331  | 426  | 495  | 531  |

| 2021 | 2022 | - | - | - | - | - | - | - |
| ---- | ---- | - | - | - | - | - | - | - |
| 540  | 541  | - | - | - | - | - | - | - |

### Enseignement
La commune est rattachée à l'académie de Grenoble.

### Médias
Historiquement, le quotidien à grand tirage Le Dauphiné libéré consacre, chaque jour, y compris le dimanche, dans son édition du Nord-Isère, un ou plusieurs articles à l'actualité de la communauté de communes et quelquefois de la commune, ainsi que des informations sur les éventuelles manifestations locales, les travaux routiers, et autres événements divers à caractère local.

## Économie

### Agriculture
La fromagerie du Chatelard, spécialités fromagère primée par une médaille d'or au salon de l'agriculture.

## Culture locale et patrimoine

### Lieux et monuments
- Église paroissiale Saint-Clair.
- La statue de la Vierge (Madone) qui domine le village. Celle-ci offre un point de vue sur le village et la plaine du Liers, avec en arrière-plan les massifs du Vercors et de la Chartreuse.
- Le moulin du Chatelard (arrêt de l'activité en 1974).
- Le lavoir communal.
- Le monument aux morts.

### Héraldique
|  | Eydoche possède des armoiries dont l'origine et le blasonnement exact ne sont pas disponibles. |